# Karl Alfred von Zittel
Karl Alfred von Zittel (25. september 1839 i Bahlingen, Baden - 5. januar 1904 i München) var en tysk palæontolog og geolog, søn af Carl Zittel.
von Zittel studerede geologi og palæontologi, først i Heidelberg, senere i Paris og Wien. Allerede 1863 udnævntes han til professor i mineralogi og geologi ved den polytekniske skole i Karlsruhe; 1866 blev han professor i palæontologi ved universitetet i München, i hvilken stilling han forblev til sin død. På talrige studierejser besøgte von Zittel i årenes løb de fleste europæiske lande, Nordafrika og Nordamerika. Stor fortjeneste indlagde han sig ved sine berømte undersøgelser af de geologiske forhold i ørkenegnene øst for den nedre Nil samt i Alperne. Størst betydning fik dog von Zittels palæontologiske arbejder, idet han blev en af den moderne palæontologis grundlæggere; på flere områder (for eksempel de fossile spongiers) var hans afhandlinger banebrydende; hans alsidighed fremgik af talrige arbejder på næsten alle dyreklassers område.
Fra 1869 til sin død var von Zittel redaktør af det bekendte tidsskrift "Palaeontographica". Endnu mere bekendt blev han ved sin mægtige Handbuch der Paläontologie (4 bind, München og Leipzig 1876—93), der også udkom i fransk oversættelse, samt ved den senere Grundzüge der Paläontologie (München og Leipzig 1895; de sidste udgaver ved Broili og Schlosser), hvoraf en del tillige er offentliggjort i en engelsk bearbejdelse. Også som lærer udøvede von Zittel en overordentlig indflydelse på palæontologiens udvikling, idet der strømmede elever fra alle civiliserede lande til hans forelæsninger og øvelser. Af hans senere arbejder kan her fremhæves Geschichte der Geologie und Paläontologie (München og Leipzig 1899).